# 2010년 2월
| 2010년: 1월 · 2월 · 3월 · 4월 · 5월 · 6월 · 7월 · 8월 · 9월 · 10월 · 11월 · 12월 |

| <           | 2010년 2월   | 2010년 2월 | 2010년 2월 | 2010년 2월 | 2010년 2월 | >          |
| 일          | 월           | 화         | 수         | 목         | 금         | 토         |
|             | 1 12.18 임오 | 2 19 계미  | 3 20 갑신  | 4 21 을유  | 5 22 병술  | 6 23 정해  |
| 7 24 무자   | 8 25 기축    | 9 26 경인  | 10 27 신묘 | 11 28 임진 | 12 29 계사 | 13 30 갑오 |
| 14 1.1 을미 | 15 2 병신    | 16 3 정유  | 17 4 무술  | 18 5 기해  | 19 6 경자  | 20 7 신축  |
| 21 8 임인   | 22 9 계묘    | 23 10 갑진 | 24 11 을사 | 25 12 병오 | 26 13 정미 | 27 14 무신 |
| 28 15 기유  |              |            |            |            |            |            |

| - 2월 6일 - 이영덕 - 2월 7일 - 임수혁 - 2월 11일 - 알렉산더 맥퀸 - 2월 12일 - 노다르 쿠마리타슈빌리 - 2월 20일 - 알렉산더 헤이그 - 2월 23일 - 배삼룡 편집하기 |

## 2010년2월 28일
- (현지 시각), 파키스탄 북부에서 규모 6.2의 지진이 발생하였다.

## 2010년2월 27일
- (현지 시각), 칠레 서부 태평양 연안에서 진도 8.8의 강진이 발생하였다.

## 2010년2월 26일
- 문화방송 임시 주주총회에서 김재철 청주문화방송 사장을 신임 사장으로 선임했다.

## 2010년2월 25일
- 대한민국 헌법재판소가 사형제는 합헌이라는 결정을 내렸다.
- (현지 시각), 김연아가 2010년 동계 올림픽 피겨 여자 싱글에서 총합 228.56점으로 세계 신기록을 수립하며 우승하였다.

## 2010년2월 24일
- 용각류 공룡 아비도사우루스 화석이 발견되었다.

## 2010년2월 23일
- 김연아가 2010년 동계 올림픽 여자 싱글 쇼트 프로그램에서 총점 78.50점으로 세계 신기록을 수립했다.
- 대한민국의 코미디언 배삼룡이 84세를 일기로 사망하였다.

## 2010년2월 21일
- 대한민국 충청남도 천안시 남서쪽 8km 지역에서 리히터 규모 2.3의 지진이 발생하였다.
- 포르투갈 마데이라섬 푼샬시내에서 산사태와 폭우가 발생 최소 42명이 사망하고 100여 명이 부상을 당하였다.

## 2010년2월 20일
- 미국의 전 국무장관 알렉산더 헤이그가 85세를 일기로 사망하였다.

## 2010년2월 19일
- 대한민국의 2011학년도 대학수학능력시험이 G20 정상회의의 일정과 겹쳐 원래 시험일에서 일주일 뒤인 11월 18일로 연기되었다.
- 조선민주주의인민공화국의 방사포부대가 NLL인근으로 부대를 이동하였다.
- 국제순수·응용화학연합(IUPAC)에서 우눈븀의 이름을 코페르니슘으로 명명하였다.
- 모로코에서 이슬람사원 첨탑이 무너져 40여 명이 사망하였다.

## 2010년2월 18일
- 수도권 전철 3호선 수서 - 오금 구간이 영업을 시작하였다.
- 러시아의 블라디보스토크 남서쪽으로 110km 떨어진 곳에서 리히터 규모 6.7의 지진이 발생하였다.

## 2010년2월 16일
- 대한민국의 울산광역시 북동쪽으로 63km 떨어진 해상에서 리히터 규모 3.2의 지진이 발생하였다.

## 2010년2월 12일
- 캐나다의 밴쿠버에서 제 21회 동계 올림픽이 개최되었다.
- 2010년 동계 올림픽 개회식이 열리기 몇 시간 전에 조지아의 루지 선수인 노다르 쿠마리타슈빌리가 쇳기둥에 충돌해서 사망했다.

## 2010년2월 9일
- 오후 6시 8분경(KST) 대한민국 경기도 시흥시 부근에서 규모 3.0의 지진이 발생하였다.

## 2010년2월 7일
- 대한민국의 전 야구선수인 임수혁이 10년 가까운 투병 생활 끝에 사망하였다.
- 코스타리카 대통령 선거에서 라우라 친치아가 대통령에 당선되면서, 코스타리카 사상 첫 여성 대통령이 탄생하였다.
- 우크라이나 대통령 선거에서 빅토르 야누코비치가 대통령에 당선되면서 정권이 교체되었다.
- 중화민국 화롄 동남쪽 165km 떨어진 해상에서 진도 6.3의 지진이 발생하였다.

## 2010년2월 5일
- 일본 토요타 자동차의 잇단 대량 리콜 사태에 대해 도요다 아키오 사장이 나고야 미들랜드 스퀘어에서 긴급 기자회견을 열고 공식 사과했다.
- 대한민국 정부는 G20 정상회의 날짜를 11월 11일과 12일로 확정했다.

## 2010년2월 2일
- 국립서울현충원에 있는 고 김대중 전 대통령 묘역 화재사건이 발생하였다.